# 染谷隆夫
染谷 隆夫（そめや たかお、1968年 - ）は、日本の電子工学者。東京大学大学院工学系研究科電気系工学専攻および工学部電気電子工学科教授、東京大学新世代感染症センター メンバー。専門は有機トランジスタ。

## 経歴
- 1981年3月、東京学芸大学附属竹早小学校卒業[2]
- 1984年3月、東京学芸大学附属竹早中学校卒業[3]
- 1987年3月、東京学芸大学附属高等学校卒業[3]
- 1992年3月、東京大学工学部電子工学科卒業[4]
- 1997年3月、東京大学大学院工学系研究科電子工学専攻博士課程修了[4]
- 1997年4月、東京大学生産技術研究所　助手
- 1998年4月、東京大学生産技術研究所　講師
- 2000年1月、東京大学先端科学技術研究センター 講師
- 2001年2月、日本学術振興会海外特別研究員（米国コロンビア大学化学科・ナノセンター　客員研究員）（2002年12月まで）
- 2002年5月、東京大学先端科学技術研究センター 助教授
- 2003年5月、東京大学大学院工学系研究科 助教授（2007年より准教授）
- 2009年4月、東京大学大学院工学系研究科 教授
- 2011年3月、NEDO事業「次世代プリンテッドエレクトロニクス材料・プロセス基盤技術開発」研究開発責任者
- 2011年8月、JST/ERATO染谷「生体調和エレクトロニクス」プロジェクト研究総括
- 2015年4月、国立研究開発法人理化学研究所主任研究員
- 2015年7月、国立研究開発法人理化学研究所創発物性科学研究センター （CEMS）チームリーダー
- 2017年7月、JST（ACCEL）「スーパーバイオイメージャーの開発」研究代表者
- 2020年4月、東京大学大学院工学系研究科長・工学部長
- 2022年10月、東京大学新世代感染症センター メンバー

## 主な受賞歴
- 2008年、船井情報科学振興賞
- 2009年、第5回日本学術振興会賞
- 2009年、第23回日本IBM科学賞
- 2019年、第16回江崎玲於奈賞
- 2020年、紺綬褒章[5]
- 2024年、藤原賞 [6]